# Casearia macrocarpa
Casearia macrocarpa är en videväxtart som beskrevs av Charles Baron Clarke. Casearia macrocarpa ingår i släktet Casearia och familjen videväxter. Inga underarter finns listade i Catalogue of Life.